# Storia delle guerre russo-turche
Le guerre russo-turche (o guerre russo-ottomane) furono una serie di guerre combattute tra l'Impero russo e l'Impero ottomano tra XVI e XX secolo. Fu una delle più lunghe serie di conflitti militari nella storia europea.

## Storia

### L'inizio dei conflitti
La prima guerra russo-turca (1568-1570) ebbe luogo dopo la conquista di Kazan' e Astrachan' da parte dello zar russo Ivan il Terribile.  Il sultano ottomano Selim II cercò di cacciare i russi dal basso Volga inviando una spedizione militare ad Astrachan' nel 1569. La spedizione turca finì in una sconfitta per l'esercito ottomano, che non riuscì a prendere Astrachan' e perì quasi completamente nelle steppe, mentre la flotta ottomana naufragò nel Mar d'Azov.
Dopo aver conquistato la regione della Podolia nel corso della guerra polacco-ottomana (1672-1676), il governo ottomano spinse il governo sin quasi all'Ucraina col supporto di un suo vassallo, Petro Dorošenko (1665-1672). Quest'ultima politica ottomana aveva creato non pochi scontenti tra i cosacchi ucraini che elessero Ivan Samojlovič quale unico atamano di tutta l'Ucraina nel 1674.

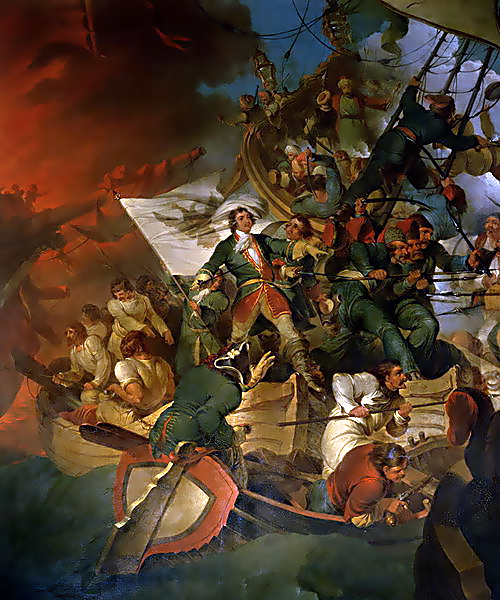
Cattura d'Azov da parte delle truppe di Pietro il Grande nel 1696

Nel 1679–80, i russi respinsero l'attacco dei Tartari di Crimea e siglarono il Trattato di Bachčysaraj il 3 gennaio 1681 che stabilì il confine russo-turco al fiume Dnepr. La Russia aderì quindi alla Lega Santa (con Austria, Polonia e Venezia) nel 1686. Durante la guerra, l'esercito russo organizzò Le Campagne di Crimea del 1687 e del 1689 e le Campagne d'Azov (1695–96). Il coinvolgimento dei russi segnò l'inizio delle guerre russo-turche. La Russia, che intanto si preparava alla guerra contro la Svezia, altri paesi siglarono il Trattato di Karlowitz con la Turchia nel 1699, e il governo russo siglò il Trattato di Costantinopoli con l'Impero ottomano nel 1700.
Dopo che i russi ebbero sconfitto i cosacchi ucraini guidati da Ivan Mazeppa e gli svedesi nella Battaglia di Poltava nel 1709, Carlo XII di Svezia riuscì a persuadere il sultano ottomano Ahmed III a dichiarare guerra alla Russia il 20 novembre 1710.
Dalla fine del XVII secolo, la dinastia iraniana dei Safavidi, che confinava con entrambi gli imperi ed era una delle principali rivali dei turchi da secoli era in pesante declino. Cogliendo vantaggio della situazione, Russia e Impero ottomano decisero di conquistare il restante del territorio: la Russia si accaparrò il territorio comprendente gli attuali Daghestan, Azerbaigian e Azerbaigian iraniano che vennero conquistati da Pietro il Grande nel corso della Guerra russo-persiana (1722-1723), mentre la Turchia conquistò tutti i territori ad ovest dell'attuale Armenia, parte dell'Anatolia orientale e l'attuale Iran occidentale. Le conquiste di ambo le parti vennero confermate dal Trattato di Costantinopoli (1724). Per alcuni anni, fu la pace ma ben presto il possesso del Caucaso sarebbe stato causa di ulteriori frizioni tra i due paesi.

### Nel XVIII secolo
Molti anni dopo, la Russia riuscì ad assicurarsi il favore internazionale con una serie di trattati con la Turchia nel 1732–35 che riconcesse agli iraniani tutti i territori conquistati al 1723 in cambio della rinuncia ad entrare in guerra contro il nuovo leader della Persia, Nader Shah. I trattati sottoscritti nel 1732 e nel 1735, ebbero altri aspetti molto favorevoli tra cui l'alleanza russo-iraniana contro la Turchia dal momento che la stessa Persia entrò poi in guerra con l'Impero ottomano nel 1730-1735. Nel frattempo la Russia stava supportando l'ascesa al trono polacco di Augusto III nel 1735 contro il protégé francese Stanisław Leszczyński, proposto dal partito franco-ottomano. L'Austria fu alleata della Russia in questa contesa dal 1726.
Il casus belli furono ancora una volta i raid dei Tartari di Crimea in Ucraina alla fine del 1735 e le campagne militari del khan di Crimea nel Caucaso. Nel 1736 i comandanti russi assediarono Azov e la Crimea.
Il 19 giugno, l'armata russa del Don (28000 uomini) sotto il comando del generale Peter Lacy col supporto della flottiglia del Don al comando del vice ammiraglio Peter Bredahl assediò la fortezza di Azov. Nel luglio del 1737, l'armata di Münnich prese la fortezza ottomana di Očakov. L'armata di Lacy (forte di 40000 uomini) marciò in Crimea in quello stesso mese, infliggendo un gran numero di sconfitte al khan di Crimea e catturando Karasubazar. Ad ogni modo, Lacy ed i suoi soldati dovettero abbandonare la Crimea per la mancanza di rifornimenti.
Nel luglio del 1737, l'Austria entrò in guerra con l'Impero ottomano al fianco della Russia, motivo per cui si parla di guerra austro-russo-turca del 1735-1739, ma venne sconfitta diverse volte. In agosto, Russia, Austria e Turchia iniziarono i negoziati di pace a Nemyriv, che però non diedero frutti. Nel 1738 non vi furono fatti militari di rilievo. L'esercito russo dovette lasciare Očakiv e Kinburn per lo scoppio di una pestilenza.
Nel 1739, l'esercito di Münnich attraversò il Dnepr, sconfisse l'esercito ottomano a Stavučany e occupò le fortezze di Chotin (19 agosto) e Iaşi. Ad ogni modo, l'Austria venne sconfitta dall'Impero ottomano ancora una volta e siglò una pace separata il 21 agosto. Questo, assieme alla minaccia di un'imminente invasione svedese, costrinse la Russia a siglare il Trattato di Belgrado con la Turchia il 18 settembre, che pose fine alla guerra.
A seguito dell'incidente di confine a Balta, il sultano Mustafa III dichiarò guerra alla Russia il 25 settembre 1768. I turchi sottoscrissero un'alleanza con le forze di opposizione polacche della Confederazione di Bar, mentre la Russia supportò la Gran Bretagna che si era offerta di concedere alla Russia dei consulenti per la propria marina.
Nel gennaio 1769, un esercito turco-tartaro di 70.000 uomini guidato dal Khan Kirim-Girey di Crimea invase le retrovie, nell'Ucraina centrale, per schiavizzare i residenti locali, ma la loro invasione fu respinta dalla guarnigione della Fortezza di Santa Elisabetta. Quindi le truppe del generale Rumiantsev continuarono il loro movimento verso il Mar Nero.
L'opposizione polacca venne sconfitta da Aleksandr Suvorov, che venne trasferito in seguito al teatro delle operazioni ottomane, dove nel 1773 e nel 1774 vinse una serie di battaglie piccole e grandi dopo il grande successo del feldmaresciallo russo Pëtr Rumjancev a Larga e a Kagula.
Le operazioni navali della Flotta russa del Baltico nel Mediterraneo portarono a delle vittorie sotto la direzione di Aleksej Grigor'evič Orlov. Nel 1771, Egitto e Siria si ribellarono al dominio ottomano, mentre la flotta Russia si dedicò a distruggere completamente la Marina ottomana.
Il 21 luglio 1774, l'Impero ottomano siglò il Trattato di Küçük Kaynarca, secondo il quale il Khanato di Crimea avrebbe ottenuto una formale indipendenza, ma in realtà divenne dipendente dalla Russia. La Russia ricevette un contributo di 4.5 milioni di rubli e due porti chiave per un accesso diretto al Mar Nero.
Nel 1786 Caterina II di Russia fece un trionfale progresso in Crimea in compagnia del suo nuovo alleato, l'imperatore Giuseppe II del Sacro Romano Impero. Questi eventi e la frizione creata dal Trattato di Küçük Kaynarca, che aveva concluso l'anno precedente, andarono a smuovere l'opinione pubblica di Istanbul, e lo stesso ambasciatore britannico si schierò col partito pro-guerra.
Nel 1788 la guerra venne dichiarata ma i preparativi dei turchi furono inadeguati ed il momento mal scelto dato che ora Russia ed Austria si trovavano alleate, fatto di cui la Turchia venne a conoscenza solo dopo l'inizio della campagna militare. I turchi respinsero gli austriaci a Mehadia e penetrarono nel Banato (1789); ma in Moldavia il feldmaresciallo Pëtr Rumjancev riuscì a catturare Iași e Chotín.
I generali ottomani erano incompetenti e nell'esercito erano frequenti gli ammutinamenti; le spedizioni per riprendere Akkerman, Bender e la sua fortezza fallirono, Belgrado venne presa dagli austriaci, l'impenetrabile fortezza di Izmaïl venne catturata dal brillante Suvorov, e la caduta di Anapa completarono una serie di disastri sul fronte turco.
Il sultano Selim III era ansioso di restaurare il prestigio del suo paese con una vittoria prima della pace, ma le condizioni delle sue truppe non lo resero possibile; mentre la Prussia, che pure aveva siglato il 31 gennaio del 1790 un accordo con la Turchia, non le corrispose aiuto nel corso della guerra. Secondo il Trattato di Iași firmato con la Russia a Iaşi (9 gennaio 1792), la Crimea e Očakiv sarebbero rimaste alla Russia, e il fiume Dnestr sarebbe stato la frontiera tra Europa e mondo mediorientale.

### Il declino dell'Impero ottomano (1806–1914)
L'Impero ottomano aveva mantenuto una sostanziale parità militare con la Russia sino alla seconda metà del XVIII secolo, ma negli anni '20 dell'Ottocento le armate ottomane non furono in grado di schiacciare la rivolta scoppiata nella Grecia meridionale, supportata dai Russi. Due conflitti sorsero in quegli anni: la Guerra russo-turca (1806-1812) e quella del 1828-1829.
Durante la rivolta greca, l'Impero russo raggiunse i confini ottomani nel Caucaso, a sud della regione, ed a nordest dell'Anatolia. Sulla base del Trattato di Adrianopoli del 1829, l'Impero ottomano riconobbe la sovranità russa sulla Georgia e l'Armenia che era stata conquistata già dal 1828 dai russi all'Iran col Trattato di Turkmenchay.
Le grandi potenze d'Europa decisero di intervenire in aiuto della Grecia e della sua indipendenza. La Grecia divenne così il primo paese indipendente creato da una sezione dell'Impero ottomano. Le aspirazioni russe per ottenere una parte dell'Impero turco provocarono il risentimento degli inglesi che volevano mantenere il dominio navale sul Mediterraneo ed il controllo della rotta verso il Subcontinente indiano.

#### La guerra di Crimea

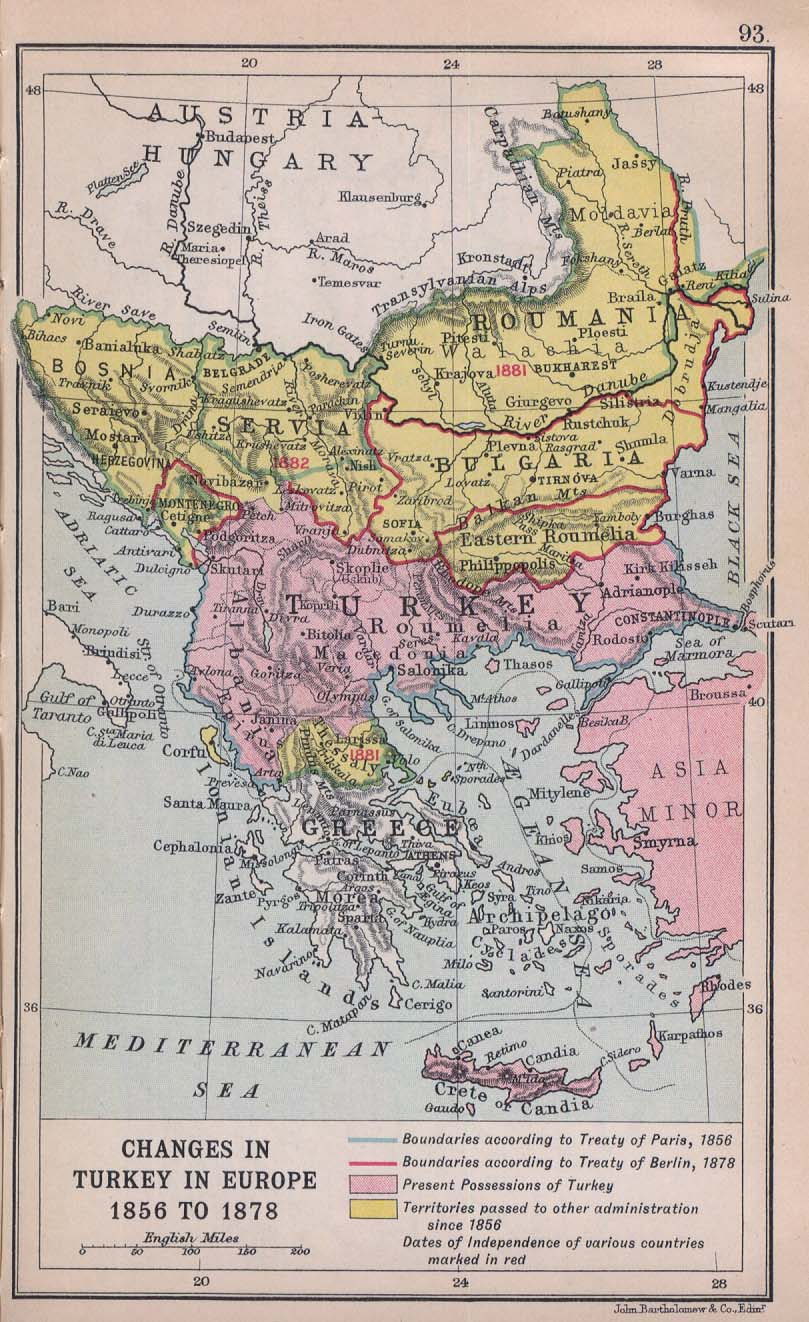
Gli ottomani persero i Balcani dopo la Guerra di Crimea, mappa dal Literary and Historical Atlas of Europe, di J. G. Bartholomew, 1912

Quando nel 1853 la Russia distrusse l'intera flotta ottomana a Sinop, Gran Bretagna e Francia conclusero che l'intervento armato a fianco degli ottomani fosse la sola cosa da fare per fermare la massiccia espansione russa in quanto da solo l'Impero ottomano non era in grado di fronteggiare l'armata russa che si sarebbe diretta prima o poi su Costantinopoli. Pur su fronti opposti tra russi ed ottomani, la Guerra di Crimea portò a una rivalità tra inglesi e russi. 
La guerra ebbe risvolti sfavorevoli per la Russia che a Parigi siglò la pace nel 1856.
La guerra portò al declino del morale degli ottomani e ad un sentimento di solitudine ed abbandono di fronte alla preparazione tattica ed alle maggiori tecnologie mostrate dagli avversari e di cui l'Impero ottomano mancava completamente. Combattendo al fianco di inglesi e francesi, ma persino con i piemontesi, gli ottomani erano sempre un passo indietro. Sino alla metà del XIX secolo dunque l'Impero ottomano si trovava alla mercé dei Russi, ma dalla Guerra di Crimea le cose iniziarono a cambiare radicalmente.

#### I Balcani
Un altro cambiamento venne sancito dalla Serbia alla quale venne garantito lo status di stato indipendente in maniera permanente. Questo fatto compiacque sia l'Austria, che temeva una rivolta serba presso i propri confini, che la Russia che a lungo aveva supportato l'indipendenza nazionale slava. Altri cambiamenti in Europa riaccesero speranze commerciali anche per i turchi che ebbero così modo di uniformare il loro sistema di tassazione nazionale e ridurre drasticamente la corruzione. Il sultano riuscì anche a costringere i bey provinciali a incrementare i tributi da pagare all'impero. Abdülaziz, il sultano regnante all'epoca, utilizzò però purtroppo gran parte di questo denaro per creare grandi palazzi che potessero rivaleggiare con quelli grandiosi di Francia e Gran Bretagna che egli aveva visitato. L'impero stava attraversando una vera e propria rivoluzione interna, ed in Anatolia il nazionalismo ottomano iniziò a farsi strada, e per la prima volta gli ottomani poterono contare su una borghesia propria.
Fu in questo momento che la Russia iniziò a muovere nuove minacce all'Impero ottomano. La Russia era stata costretta con la Guerra di Crimea ad abbandonare la propria ambizione di conquistare la capitale ottomana di Costantinopoli e controllare quindi il Bosforo. 

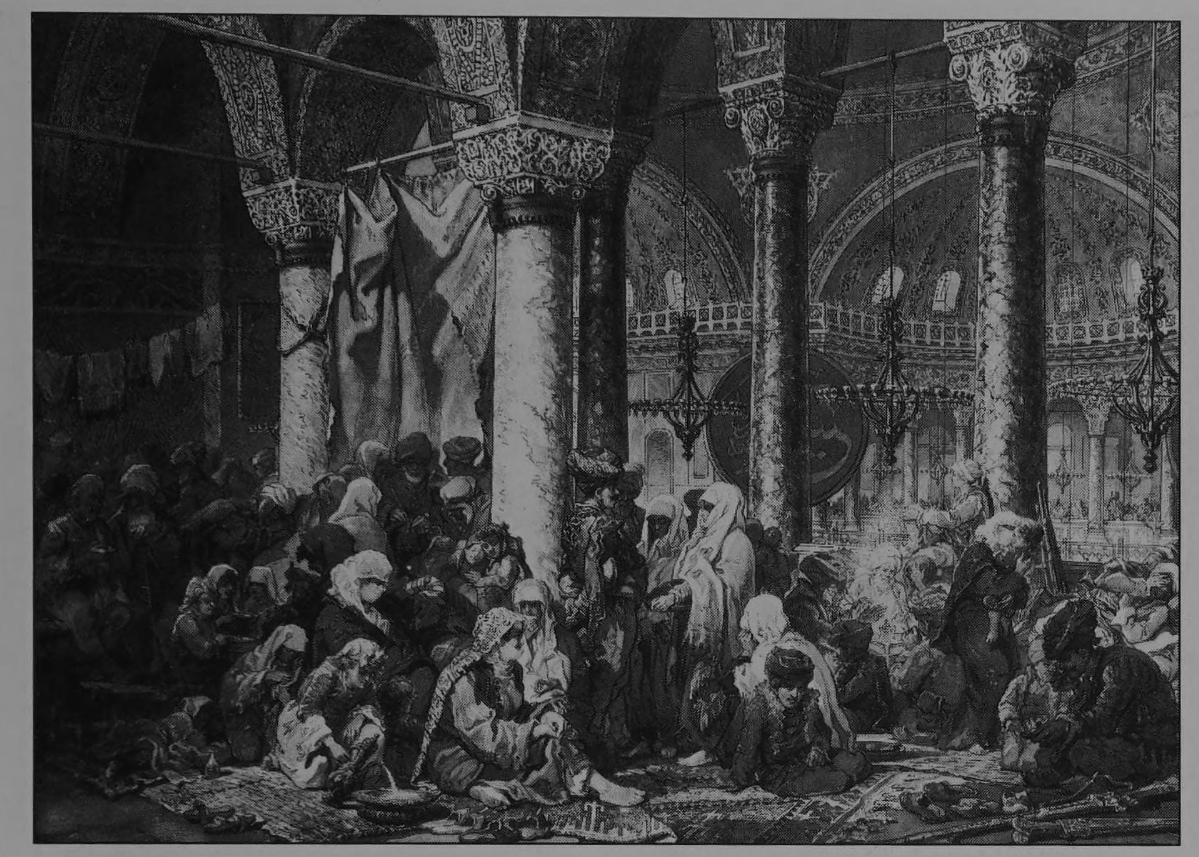
1878 - I rifugiati della guerra russo-turca a Santa Sofia

Tutt'altro che demoralizzata, la grande potenza del nord si focalizzò quindi sui Balcani. La popolazione dei Balcani era perlopiù slava ma vi erano anche molti russi che perlopiù erano seguaci della chiesa ortodossa orientale. Movimenti slavofili iniziarono dunque a manifestarsi nell'area e ad agitare la popolazione. Quando il governo di Costantinopoli tentò di intraprendere delle misure per prevenire questi scontri, schiacciò una rivolta in Erzegovina nel 1875. La rivolta in Erzegovina, si estese velocemente alla Bosnia e alla Bulgaria. Le armate serbe entrarono in guerra con i turchi. Queste rivolte furono la prima prova per le nuove armate ottomane. Anche se ancora non erano a livello degli standard europei, l'esercito era stato in qualche modo modernizzato, mantenendo comunque un alone di storica brutalità; durante la guerra gli ottomani portarono avanti con successo il Massacro di Batak del 1876. Januarius MacGahan, giornalista del New York Herald e del London Daily News scrisse dei terribili accadimenti dopo aver visitato Batak con Eugene Schuyler. Secondo la loro fonte, circa 5000 persone erano state brutalmente uccise nella sola Batak. Il numero totale delle vittime dell'azione venne stimato in 15.000, come riportato anche da Eugene Schuyler nel suo rapporto pubblicato sul Daily News, il quale riportò anche che 36 furono i villaggi completamente distrutti. Secondo Donald Quataert circa 1000 furono i musulmani uccisi dai bulgari cristiani e di conseguenza 3700 cristiani vennero uccisi dai musulmani.
La ribellione dei Balcani iniziò presto ad avere risonanza anche in Europa dove ogni giorno i tavoli dei ministeri erano pieni di rapporti sul numero di soldati slavi uccisi dagli ottomani. Persino in Gran Bretagna William Ewart Gladstone rese pubblico il suo resoconto sulle atrocità ottomane nel suo "Bulgarian Horrors and the Question of the East". Ben presto, iniziò una nuova guerra russo-turca. Nonostante avessero combattuto meglio rispetto agli scontri precedenti, le armate ottomane non erano a livello di quelle russe. Questa volta non poterono contare su aiuti esterni in quanto la maggior parte delle nazioni europee si erano schierate dalla parte dell'esercito russo. Dieci mesi e mezzo dopo quando la guerra terminò la dominazione ottomana sui Balcani poteva ormai dirsi conclusa. Malgrado tutto gli ottomani si erano battuti bene conquistando anche alcune vittorie nel Mar Nero ed i russi avevano ottenuto ben poco nel Caucaso. Nei Balcani, ad ogni modo, l'esercito russo, supportato dai ribelli locali, aveva spinto gli ottomani fuori dalla Bulgaria, dalla Romania e dalla Rumelia orientale sino in Tracia.

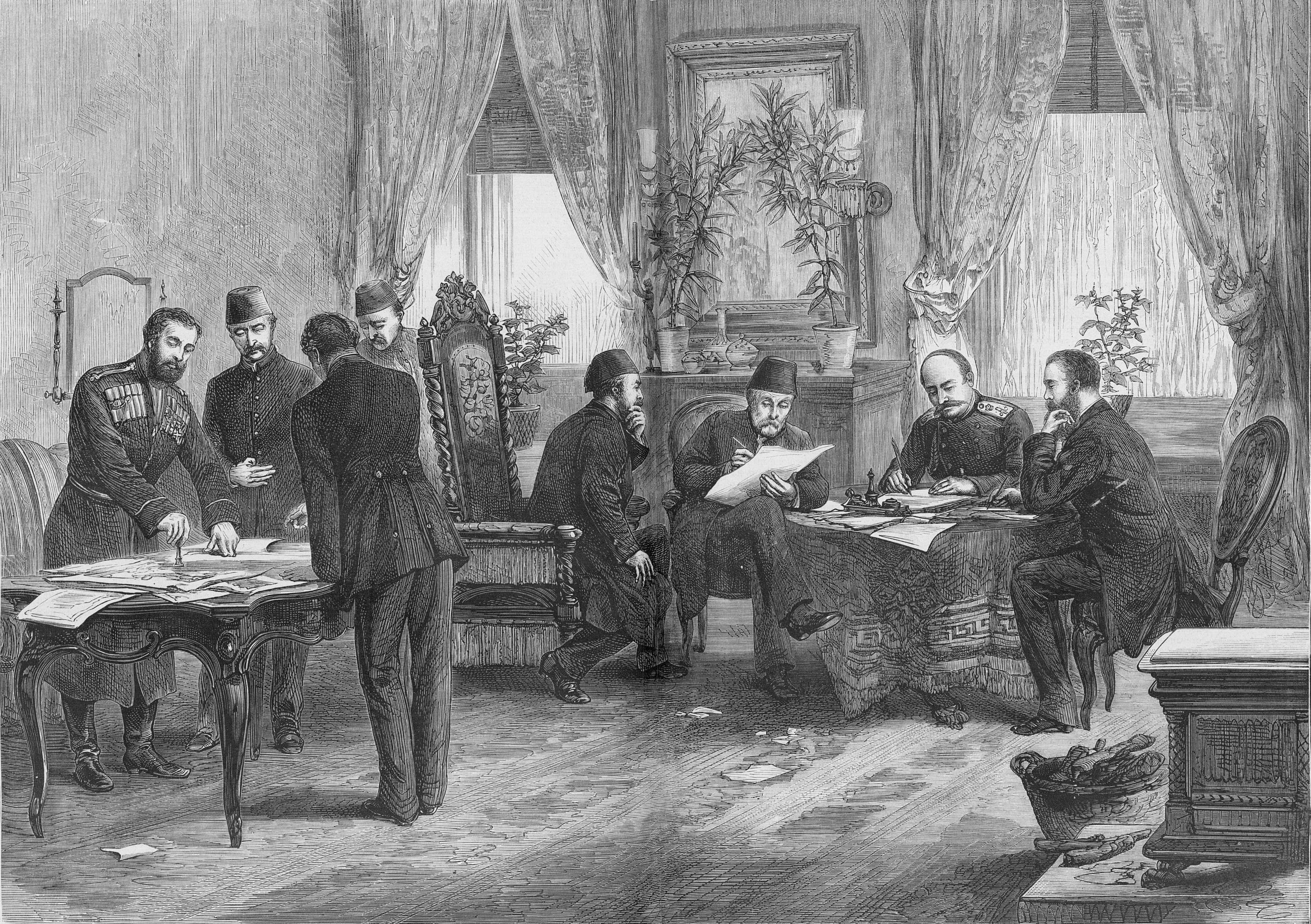
Le negoziazioni del trattato di Santo Stefano

In risposta alle minacce russe gli inglesi, contro la volontà del sultano, entrarono nella contesa. Una grande task force britannica entrò nello stretto di Marmara e si ancorò davanti all'armata russa. Ancora una volta l'Inghilterra riuscì a salvare l'Impero ottomano, ma peggiorò le relazioni tra le due potenze che già apparivano compromesse dalla Guerra di Crimea. Guardando in prospettiva di entrare in guerra con gli inglesi, i russi decisero di stroncare sul nascere le intenzioni belliche di ambo le parti. Il Trattato di Santo Stefano diede alla Romania e al Montenegro la loro indipendenza, mentre Serbia e Russia ottennero altri territori addizionali, l'Austria ottenne il controllo sulla Bosnia e la Bulgaria ottenne la tanto attesa piena autonomia. La speranza del sultano era che le altre grandi potenze potessero opporsi a questa soluzione univoca e che rivedessero le concessioni con una conferenza internazionale. Il suo desiderio si reificò nel 1878 con il Congresso di Berlino tenutosi con la Germania come capofila che si promise di essere un "onesto intermediario" nel rivedere il trattato. Nel risultato del nuovo trattato che ne derivò il territorio bulgaro venne molto diminuito e le indennità di guerra a carico dei turchi vennero cancellate. La conferenza inoltre urtò le relazioni anglo-ottomane nel voler assegnare al Regno Unito l'intero possedimento dell'isola di Cipro. Seppur in contrasto col primo ministro inglese Benjamin Disraeli, il sultano ebbe parole di stima per il cancelliere tedesco Otto von Bismarck, che pure fece molte concessioni alla Russia. Le ottime relazioni tra Impero ottomano e Germania continuarono sino alla fine di entrambi gli stati.
Sul finire del secolo i russi erano riusciti come patroni a garantire l'indipendenza a Romania, Serbia, Montenegro e Bulgaria, stati di cui si erano guadagnati l'amicizia e l'alleanza militare in eventuali conflitti. Questo fatto allarmò le Grandi Potenze. Dopo il Congresso di Berlino l'espansione della Russia venne controllata ancora più da vicino.

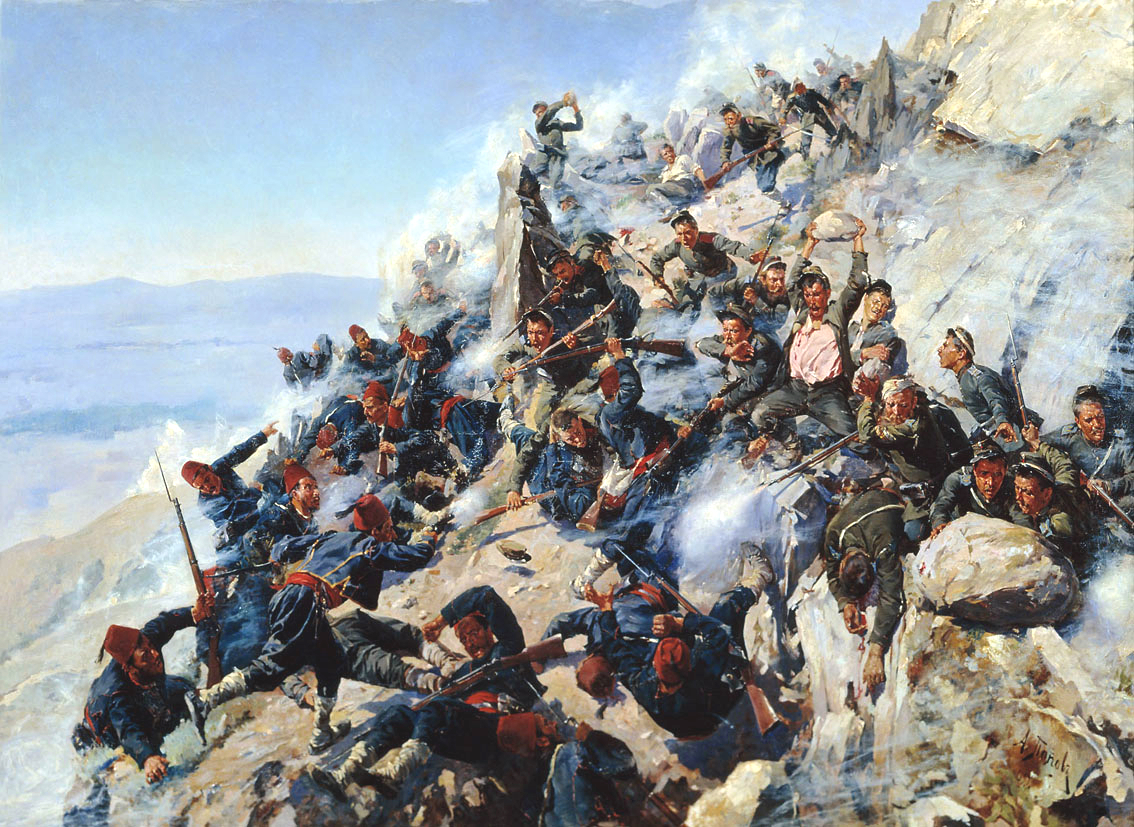
Russi e bulgari difendono il passo di Šipka dai turchi, fatto cruciale per l'indipendenza bulgara.

Vi furono due movimenti fondamentali sul fronte occidentale. Il primo venne a crearsi mentre gli ottomani erano impegnati nello schiacciare la rivolta greca.
L'indipendenza dei greci aveva portato la Russia ad avanzare in Bulgaria prima che i turchi raggiungessero l'accordo di pace. Il Trattato di Adrianopoli (Edirne) del 14 settembre 1829, concesse alla Russia gran parte della costa orientale del Mar Nero e la foce del Danubio.
Il secondo movimento indipendentista avvenne durante le rivolte. Una rivolta contro il governo ottomano iniziò in Erzegovina nel luglio del 1875. I bulgari organizzarono la Rivolta di aprile che perdurò dall'aprile al maggio del 1876.
La Serbia ottenne autonomia e la Russia ottenne di occupare Moldavia e Valacchia (garantendone la prosperità con un trattato di libero commercio) sino a quando la Turchia non avesse pagato alla Russia una pesante indennità di guerra. Le rivolte concessero alla Russia (grazie al principe Gorčakov e al conte Andrássy), di concludere l'Accordo di Reichstadt l'8 luglio, dividendosi la penisola dei Balcani.
Durante la guerra russo-turca del 1877-1878, nel febbraio del 1878 l'armata russa raggiunse Istanbul, ma, spaventati dall'idea che la città potesse cadere, gli inglesi inviarono una flotta per intimidire i russi dal proseguire. Su pressioni della flotta britannica venne negoziata l'uscita della Russia dalla guerra con il Trattato di Santo Stefano del 3 marzo l'Impero ottomano riconobbe l'indipendenza delle province di Romania, Serbia e Montenegro e l'autonomia della Bulgaria. Come abbiamo visto il Congresso di Berlino permise all'Austria di occupare la Bosnia e l'Erzegovina e la Gran Bretagna ottenne Cipro.

## La fine del conflitto (1914–22)
Il 29 ottobre 1914 due navi battenti bandiera turca, bombardarono i porti russi sul Mar Nero e posarono mine; la Russia replicò dichiarando guerra, subito seguita da Regno Unito e Francia.
Durante i primi mesi della Prima guerra mondiale, Kars divenne un obbiettivo chiave per l'esercito ottomano. Ismail Enver che spinse per l'entrata in guerra dell'Impero ottomano, necessitava di una vittoria sui russi per difendere le sue posizioni. Raccolse un esercito sul confine orientale. Quest'armata venne pesantemente sconfitta nella Battaglia di Sarikamish del 2 gennaio 1915 contro Nikolaj Nikolaevič Judenič. Questa sconfitta fu mal pianificata anche a causa dell'inverno rigido. Con la perdita dell'armata orientale, le difese ottomane capitolarono velocemente e l'avanzata russa apparve imminente.
Il collasso dell'esercito russo ad ogni modo fu dovuto allo scoppio della rivoluzione del 1917 che lasciò solo un terzo delle unità disponibili a proseguire la guerra ed a resistere all'inevitabile contrattacco ottomano. Siglata la fine della guerra nel marzo 1918, i bolscevichi concessero riparazioni economiche e cessioni all'Impero ottomano nella Transcaucasia.
Cercarono anche di creare una linea di stati amici per aiutarsi nella difesa e per questo la nuova Prima Repubblica di Armenia catturò Kars nell'aprile del 1918, mentre questa ancora era nelle mani dei sovietici. In quello stesso anno a marzo, la Comune di Baku venne fondata nella Repubblica Democratica dell'Azerbaigian. Questa comune si evolvette poi a formare la Dittatura Centrocaspiana, conquistata a turno dall'armata islamica del Caucaso, poi dalla Triplice intesa per breve tempo e infine dai bolscevichi. Sconfitto su più fronti, l'Impero ottomano dichiarò la resa e ritirò le sue forze. Le repubbliche armena e azera entrarono quindi nell'Unione Sovietica nel 1920.

## Elenco dei conflitti
|    | Nome | Risultato |
| -- | --- | --- |
| 1  | Guerra russo-turca (1568–1570)                                                                                         | Vittoria militare russa Vittoria commerciale ottomana |
| 2  | Guerra russo-turca (1676–1681)                                                                                         | Indecisa Trattato di Bachčysaraj |
| 3  | Guerra russo-turca (1686-1700)                                                                                         | La Russia ottenne Azov la fortezza di Taganrog, Pavlovsk e Mius |
| 4  | Guerra russo-turca (1710–1711)                                                                                         | Vittoria ottomana |
| 5  | Guerra russo-turca (1735–1739)                                                                                         | - Trattato di Belgrado (18 settembre 1739). Col trattato di Belgrado, gli Asburgo cedettero il Regno di Serbia con Belgrado, la parte meridionale del Banato di Timișoara e quella settentrionale della Bosnia agli ottomani, e la Oltenia, ottenendo col Trattato di Passarowitz del 1718, la Valacchia (vassallo ottomano), e posero la linea di demarcazione ai fiumi Sava e Danubio. - Trattato di Niš (3 ottobre 1739). Anche se la Russia comunque ottenne vittorie militari ad Azov, Očakiv, Stavučany e in Crimea, gli Asburgo si ritirarono e questo costrinse la Russia ad accettare la pace, costruendo il porto di Azov, ottenendo il controllo del Mar Nero e garantendo privilegi commerciali. Alla Russia non venne comunque permesso di erigere fortificazioni militari né di mantenere in loco una flotta e dovette abbandonare i propri progetti in Moldova e Bessarabia. |
| 6  | Guerra russo-turca (1768-1774)                                                                                         | Vittoria russa |
| 7  | Guerra russo-turca (1787–1792)                                                                                         | Vittoria russa |
| 8  | Guerra russo-turca (1806-1812)                                                                                         | Vittoria russa |
| 9  | Guerra russo-turca (1828-1829)                                                                                         | Vittoria russa |
| 10 | Guerra di Crimea (1853–56)                                                                                             | Vittoria di ottomani, inglesi, francesi e piemontesi |
| 11 | Guerra russo-turca (1877-1878)                                                                                         | Vittoria russa |
| 12 | Prima guerra mondiale: - Campagna del Caucaso - Campagna di Persia - Azioni del XV corpo d'armata sul Fronte orientale | Trattato di Brest-Litovsk |